# Malua
Malua est un village des Samoa situé sur l'île d'Upolu, dans l'archipel des îles Samoa en Océanie.

## Description et accès
Malua est situé 20 km à l'ouest de la capitale d'Apia, et de son aéroport international Faleolo.

## Histoire
Le 24 septembre 1844, les révérants George Turner et Charles Hardie de la London Missionary Society fondent le Malua Theological College.